# Tyran de Swainson
Myiarchus swainsoni
Espèce
Statut de conservation UICN

 LC  : Préoccupation mineure
Le Tyran de Swainson (Myiarchus swainsoni) est une espèce de passereau de la famille des Tyrannidae.
Son nom lui a été donné en l'honneur de William Swainson, biologiste britannique.

## Répartition et sous-espèces
Selon la classification de référence du Congrès ornithologique international (15.1, 2025) il se répartit en quatre sous-espèces (ordre phylogénique) :
- M. s. phaeonotus Salvin & Godman, 1883 — sud du Venezuela, Guyanes et Brésil (au nord de l'Amazone) ;
- M. s. pelzelni von Berlepsch, 1883 — sud-est du Pérou, nord de la Bolivie et centre/sud du Brésil ;
- M. s. ferocior Cabanis, 1883 — sud-est de la Bolivie, ouest du Paraguay au sud de la pampa hiverne à travers l'ouest de l'Amazonie ;
- M. s. swainsoni Cabanis & Heine, 1860 — est du Paraguay, nord-est de l'Argentine, Uruguay et sud du Brésil  hiverne de l'est de la Colombie à Trinité à la côte est du Brésil[2],[3].

La sous-espèce albimarginatus, depuis les travaux de John W. Fitzpatrick publiés en 2004, est considérée comme une population intergrade entre les sous-espèces pelzelni et phaeonotus.